# Diplophlyctis intestina
Diplophlyctis intestina är en svampart som först beskrevs av Schenk, och fick sitt nu gällande namn av Joseph Schröter 1892. Diplophlyctis intestina ingår i släktet Diplophlyctis och familjen Endochytriaceae.   Inga underarter finns listade i Catalogue of Life.